# Gradacja (fotografia)
Gradacja w fotografii - sposób odtwarzania przez obraz fotograficzny różnic w luminacji w poszczególnych częściach obiektu.
Także nieścisłe i ograniczone, określenie współczynnika kontrastowości, gradientu lub skali naświetlania papieru fotograficznego.